# Simeliria maxima
Simeliria maxima är en insektsart som beskrevs av Victor Lallemand 1928. Simeliria maxima ingår i släktet Simeliria och familjen spottstritar. Inga underarter finns listade i Catalogue of Life.